# Tupolev Tu-143
Tupolev Tu-143 Reis (či též VR-3 Rejs) je sovětský bezpilotní průzkumný letoun zkonstruovaný konstrukční kanceláří Tupolev, na základě předchozího typu Tu-141. Vývoj letounu začal na konci 60. let. Do služby byl zaveden v roce 1976 u armády a v roce 1982 u letectva. Vylepšená verze Tu-243 Reis-D byla zavedena v roce 1982. Od roku 1995 byla s přestávkami vyvíjená verze Tu-300 Korshun, aktuální stav  tohoto projektu je však neznámý.

## Letecké nehody
16. února 1988 jeden z těchto letounů v důsledku navigační či technické závady dopadl do areálu mateřské školy v Praze 10. Budova školky i letoun byly poškozeny jen málo a letecká nehoda nezpůsobila žádné zranění, přistání stroje na rozměrném padáku však vzbudilo rozruch a letoun musel být urychleně transportován na sovětskou základnu v Milovicích (odkud ostatně pravděpodobně také původně vzlétl). Dobová média o incidentu informovala omezeně a vydávala jej za pád „meteorologické aparatury“ v důsledku technické závady.

## Specifikace (Tu-143)
Údaje dle

### Technické údaje
- Osádka: 0
- Délka: 8,060 m
- Rozpětí: 2,240 m
- Výška: 1,545 m
- Nosná plocha: 2,900 m²
- Vzletová hmotnost: 1 230 kg
- Přistávací hmotnost: 1 012 kg
- Pohonná jednotka:
  - 1 × proudový motor Klimov TR-3-117
  - 1 × pomocný raketový motor (startovací)

### Výkony
- Maximální rychlost: 875–950 km/h
- Dolet:
  - Maximální: 180 km
  - Praktický: 60–80 km
- Vytrvalost: 13 minut letu
- Dostup: 5 000 m (maximální)